# THK (Unternehmen)

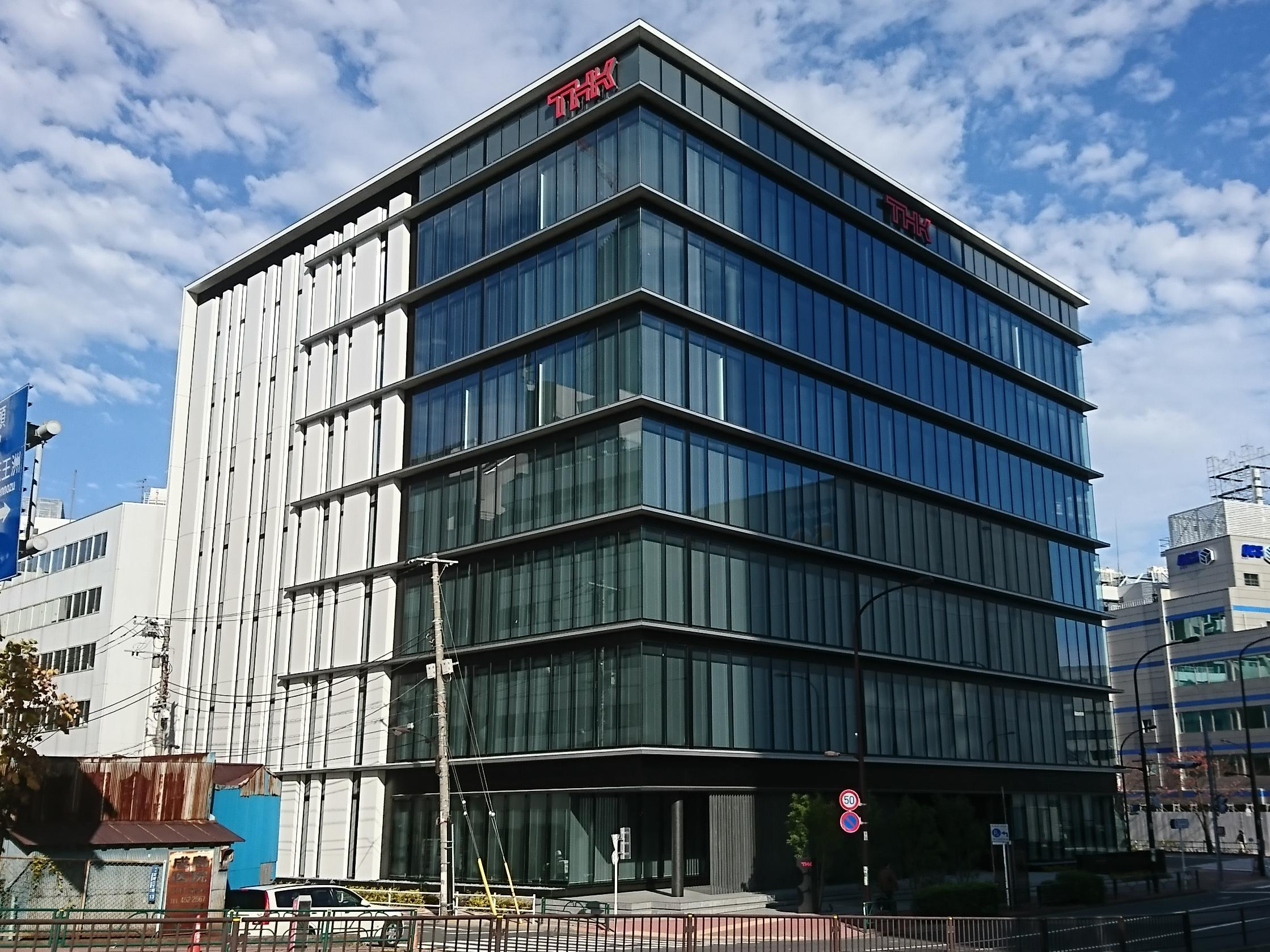
THK-Hauptsitz in Shibaura, Tokyo

THK CO., LTD. ist ein japanisches Unternehmen, das Bauelemente, Module und Lösungen im Bereich der Lineartechnik anbietet. Zu den Hauptkunden zählen der Maschinenbau, die Robotik-Industrie und Hersteller von Anlagen zur Automation. Der Stammsitz ist in Tokio. Seit der Gründung im April 1971 hat sich das Unternehmen zu einem internationalen Unternehmen entwickelt. THK-Aktien werden seit 2001 im ersten Segment der Tokioter Börse notiert.
THK produziert heute weltweit in 26 Produktionsstätten in Japan, Europa, Nord- und Südamerika sowie in Asien.

## Unternehmensgeschichte
1972 entwickelte THK als weltweit erstes Unternehmen eine Methode der linearen Bewegung mit Rollkontakt und begann mit der Herstellung und dem Verkauf von Linearführungen (Profilschienenführungen) unter dem Markennamen LM Guide. Diese Linearführungen ermöglichen im Maschinenbau und bei der Produktion von mechatronischen Systemen und Anlagen eine wesentliche Verbesserung der Genauigkeit und der Geschwindigkeit bei gleichzeitig geringerem Montage- und Energieaufwand. Mit den Linearführungen können Werkzeugmaschinen und Industrieroboter ultrapräzise Bewegungen ausführen, und Geräte zur Herstellung von Halbleitern können im Submikronbereich betrieben werden. In jüngerer Zeit werden die Linearführungen nicht nur im Maschinenbau und in der Automation, sondern auch in der Eisenbahntechnik, der Luft- und Raumfahrt sowie in medizinischen Geräten und in Vergnügungsgeräten eingesetzt. Darüber hinaus werden spezielle Linearführungen zum Schutz gegen Erdbeben bei wertvollen Kulturdenkmälern, Rechenzentren und Wohnhäusern angeboten.

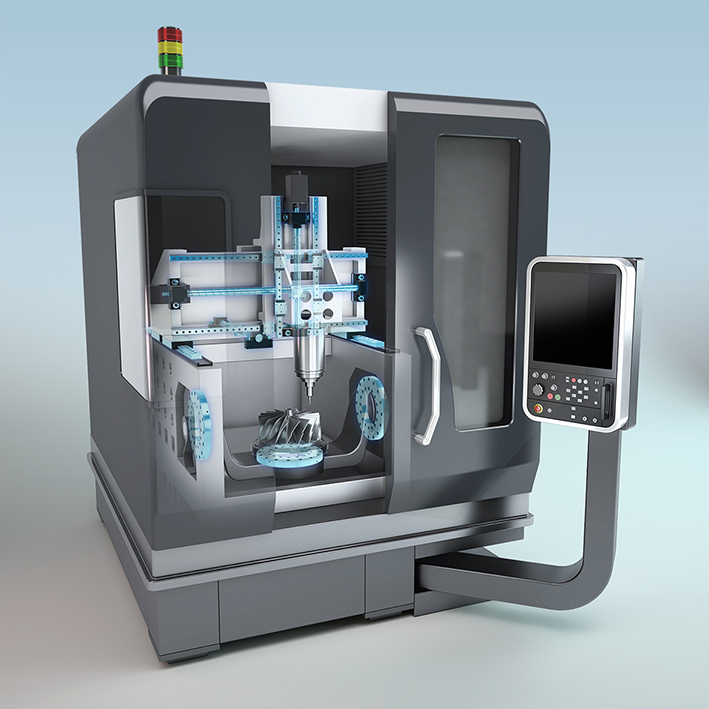
Bearbeitungszentrum mit Linearführungen, Kugelgewindetrieben und Kreuzrollenlagern
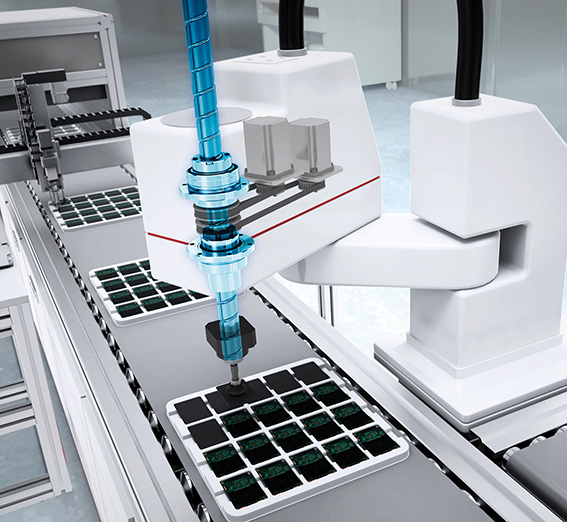
Gelenkarm-Roboter mit BNS
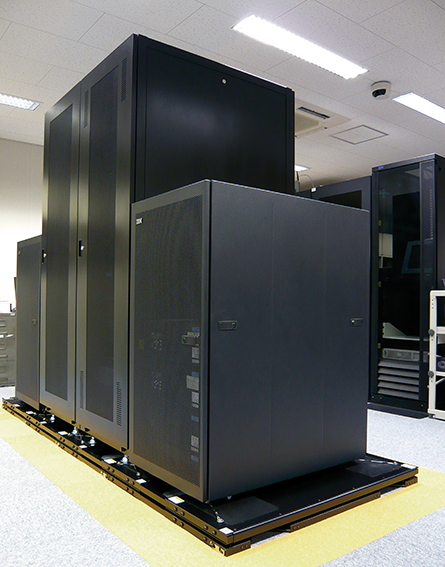
IBM Mainframe Server mit seismischem Isolationstisch zum Schutz gegen Erdbeben

Im Geschäftsjahr 2019 erwirtschaftete THK mit weltweit 13.260 Mitarbeitern einen Umsatz von rund 274,5 Mrd. Yen (ca. 2,2 Mrd. EUR). Weiterhin hält THK über 603 Patente im Inland und 1174 Patente im Ausland (31. Dezember 2019).